# Аномальная жара в мире (2023)

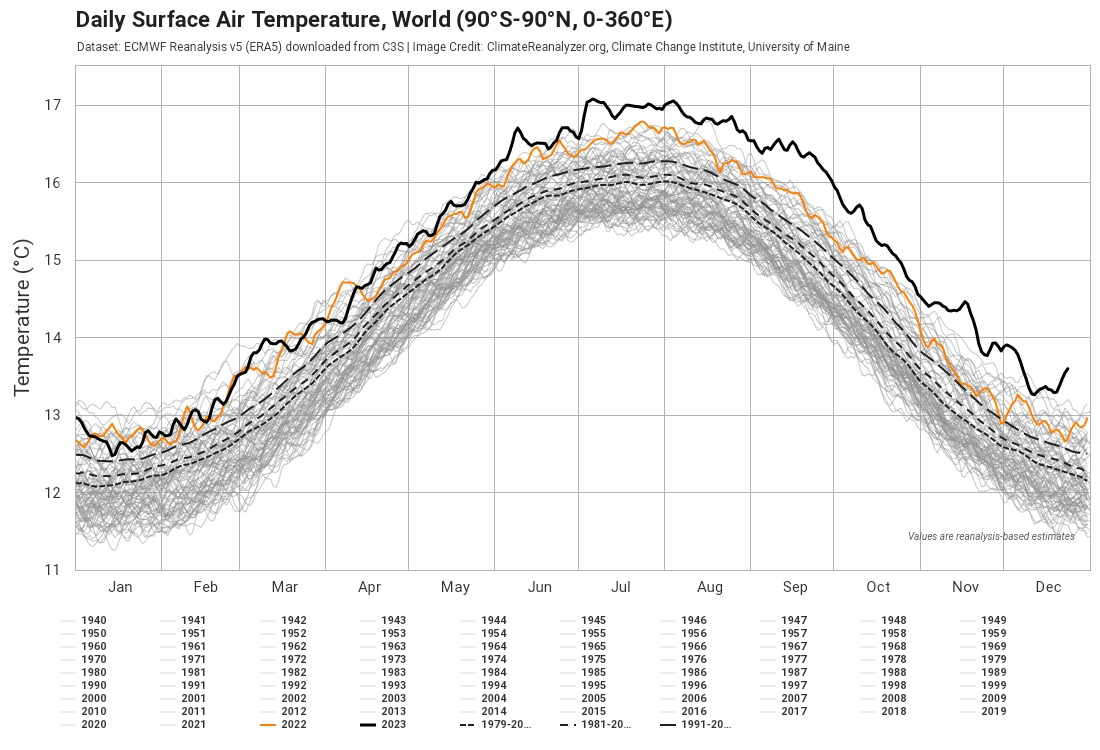
Средняя температура воздуха на высоте 2 м над поверхностью Земли (1940—2023)

Аномальная жара в 2023 году наблюдалась в ряде регионов земного шара. 4 июля 2023 года была зафиксирована самая высокая с начала наблюдений (1979 года) средняя температура поверхности Земли +17,18 °C. 6 июля 2023 года был зафиксирован новый рекорд с температурой +17,23 °C. Этот год стал самым жарким годом за всю историю наблюдений и, предположительно, с Микулинского межледниковья 120 тыс. лет назад, а июль 2023 года — самым жарким месяцем.
В 2023 году были обновлены абсолютные рекорды температур в таких странах, как Албания, Бразилия, Китай, Таиланд и Турция, а также в ряде городов, включая Милан, Валенсию, Дакку, Вьентьян и другие.
По данным Copernicus Climate Change Service, лето 2023 года стало самым жарким с начала наблюдений, на 0,66 °C превысив среднее значение для этого времени года и на 0,3 °C побив прежний рекорд, установленный в 2019 году. Средние температуры июля и августа на 1,5 °C превышали доиндустриальный уровень, чего планировалось не допустить Парижским соглашением. 17 и 18 ноября средняя температура поверхности Земли более, чем на 2 °C превышала доиндустриальный уровень.
По оценкам института глобального здоровья в Барселоне, аномальная жара в 2023 году стала причиной смерти более, чем 47 тысяч людей в Европе, наибольшее число таких смертей пришлось на Грецию, Болгарию, Италию и Испанию.

## Хронология

### Март
5 марта средняя температура северной части Атлантического океана составила 19,9 °C, превысив рекорд для этого дня, установленный в 2020 году, на 0,1 °C. Следующие три месяца она оставалась значительно выше нормы, 11 июня она уже на 0,5 °C превысила рекордное значение, составив 22,7 °C.
В начале марта волна тепла вызвала аномально высокие температуры на большей части Гренландии, более чем на 20 °C превышающие климатическую норму. 5 марта в Нууке (столице Гренландии) была зафиксирована температура 15,2 °C, рекордная не только для марта, но и для апреля (нормой для этого времени года является −5 °).

### Апрель

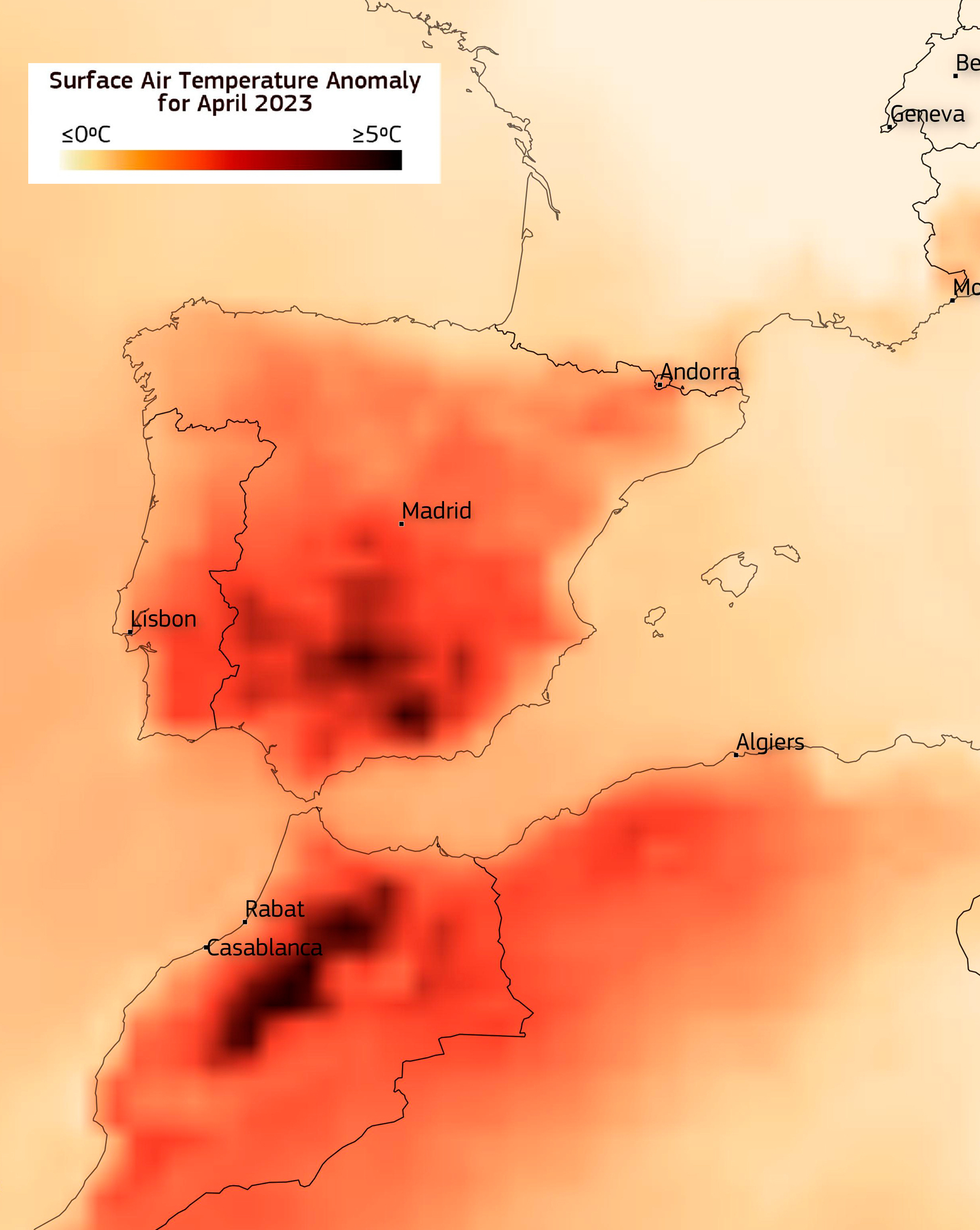
Отклонения температуры в апреле 2023 года

Волна тепла, зародившаяся в Северной Африке, в период с 26 по 28 апреля вызвала аномально высокие температуры в западном Средиземноморье. В Марокко и Алжире температура местами превышала 40 °C, метеостанция аэропорта Кордовы зафиксировала температуру 38,8 °C. 26 апреля спутник Sentinel-2 заснял первый случай полного пересыхания озера Фуэнте-де-Пьедра.
Также аномально жаркая погода наблюдалась в ряде стран Азии, в частности в Бангладеш, Индии, Китае, Лаосе и Таиланде. 15 апреля была зафиксирована рекордная температура для всего Таиланда — 45,4 °C, от аномальной жары в стране в апреле погибло по крайней мере 44 человека. Также в этот день была зафиксирована рекордная температура для столицы Бангладеш — 40,6 °C. Рекордные значения наблюдались и в ряде городов Лаоса, включая столицу, а также в Индии.
Средняя температура мирового океана по данным наблюдений со спутников, в апреле составляла 21,1 °C, превышая рекордное значение 2016 года.

### Май
В мае аномальная жара наблюдалась в западной части Северной Америки, хотя и уступала аналогичному феномену 2021 года. Высокие температуры вызвали лесные пожары в канадской провинции Альберта, к 20 мая выгорело 842 тыс. гектаров леса. В США в ряде городов штатов Вашингтон и Орегон были побиты рекорды температур (выше 30 °C).

### Июнь
Волна тепла в Израиле в начале июня с температурами от 35 °C до 45 °C в сочетании с сильным ветром привела к сотням пожаров и перебоям электроснабжения.
В результате аномальной жары, достигавшей 50 °C и вызванной целой серией волн тепла, в мексиканском штате Сонора с 12 по 25 июня погибло более 100 человек.
В целом июнь 2023 года стал самым жарким за всю историю наблюдений, наибольшие превышения температур были в северо-западной части Европы, в Северной Америке, в ряде стран Азии и на востоке Австралии, в Сибири температура достигала практически +40 °C; и на нескольких метеостанциях Омской, Кемеровской, Новосибирской областей и Алтая разом превысила +39, превышая норму на 15 °C. В Красноярске метеостанция впервые зафиксировала в июне +37 °С, а метеостанция соседнего Железногорска показывала +38,2 °С, что было самым высоким официальным показателем по Красноярскому краю. Отчёт Службы по изменению климата Европейского союза Copernicus, тесно сотрудничающей со Всемирной метеорологической организацией, показал, что июнь 2023 года был на 0,53° выше среднего показателя за 1991—2020 годы, побив предыдущий рекорд июня 2019 года. При этом в некоторых регионах, например на западе России, июнь был прохладней обычного.

### Июль

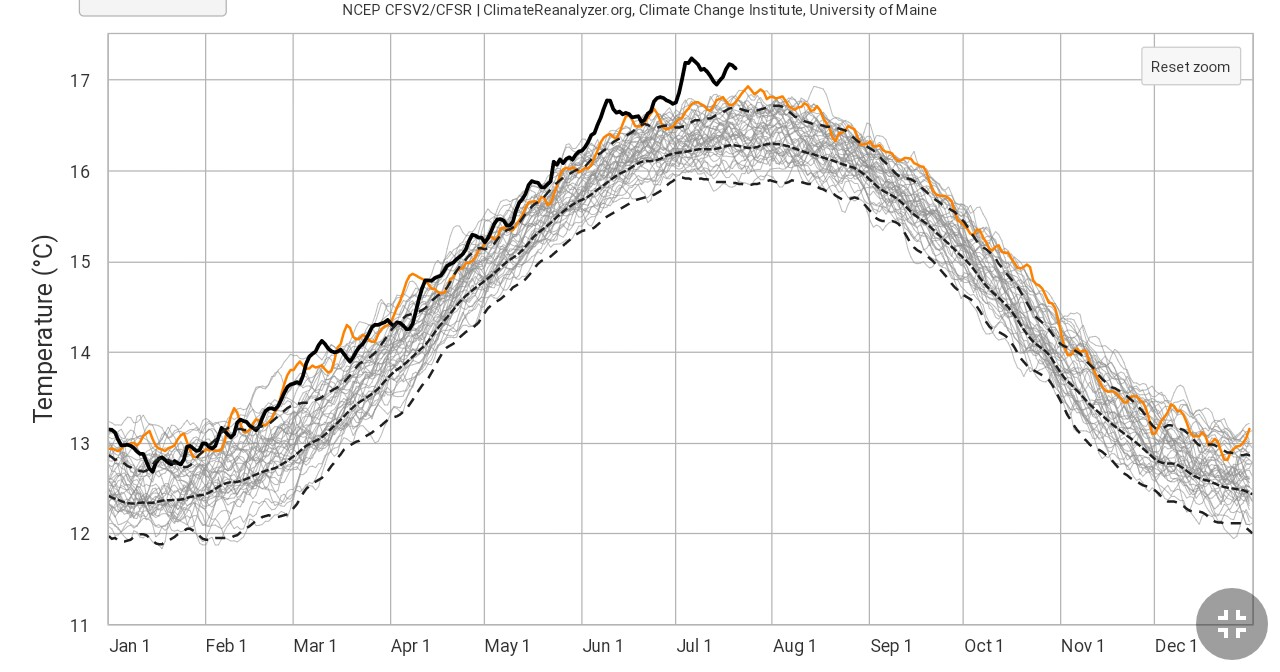
Средняя температура воздуха на высоте 2 м над поверхностью Земли по данным Climate Reanalyzer по состоянию на 21 июля 2023 года

С 3 июля регистрировались рекордные значения средней температуры воздуха на высоте 2 м над поверхностью Земли, рассчитанные системой Climate Reanalyzer на основе данных метеоспутников и компьютерного моделирования климата. 6 июля была получена температура 17,23 °C, что на полградуса превысило прежний максимум для этого дня, наблюдавшийся в 2016 году, и на 1,02 °C выше среднестатистического значения. Среди причин высоких значений называют феномен Эль-Ниньо, сравнительно мягкую зиму в некоторых регионах Антарктиды, сильную жару во многих провинциях Китая и на юге США.
11 июля в расположенном севернее 56-й параллели северной широты Екатеринбурге впервые за всю историю метеонаблюдений (более 187 лет) была зафиксирована температура +40,0 °C, в находящемся ещё южнее Кургане температура и вовсе достигла +41,2, а севернее на Среднем Урале и на западе Урала также везде были побиты рекорды по наивысшей жаре, в Ижевске +36,5° дважды подряд 10 и 11 июля, в Сарапуле +36,7°, в Перми +37,5° 11 июля, в Уфе +39,4° и +38,2°. При этом западнее, уже на долготе 42-43 в. д. у Нижнего Новгорода на той же широте стояла прохлада с дневной температурой не выше +12°…+13° на конец 1 декады. 16 июля в волости Саньбао района Гаочан города Турфан на северо-западе КНР была зарегистрирована рекордная для Китая температура воздуха 52,2 °C. В середине июля из-за рекордной засухи в канадской провинции Британская Колумбия началась новая серия лесных пожаров; к этому времени с начала года в Канаде выгорело почти 100 тыс. км² леса. К ноябрю выгорело 184 тыс. км², или 5 % канадских лесов.
По данным Copernicus Climate Change Service (часть европейской программы Коперник), средняя температура поверхности Земли в первые 23 дня июля составляла 16,95 °C, что было на 0,32 °C выше рекорда, установленного в этот же период в 2019 году. Основываясь на таких методах исследований, как годовые кольца деревьев, коралловые рифы и бурение осадочных пород в океанах, учёные утверждают, что этот период был самым жарким на планете за последние 120 тыс. лет. Наибольшие аномалии температур наблюдались в некоторых штатах США (Невада и Аризона, где воздух в течение всего июля стабильно днём прогревался до более 43 °C), на юге Европы (Испания, Италия, Греция, где от пожаров погибло более 40 человек), Китае, Японии, Южной Корее и некоторых других странах Азии. В понедельник 24 июля был установлен абсолютный рекорд температуры для Албании — в городе Кучова воздух прогрелся до 44,0 °C, в этот же день на Сардинии температура достигла 48 °C — самая высокая температура июля в Европе.
По состоянию на середину июля наблюдался самый низкий уровень прироста морского льда в Антарктике с начала наблюдений 45 лет назад. Площадь льда на 2,6 млн км² меньше среднего уровня за период с 1981 по 2010 год и на 1,6 млн км² меньше прежнего рекорда, зафиксированного в 2022 году. 3 июля (среди полярной зимы) на антарктической станции «Академик Вернадский» была отмечена температура +8,7 °C, что на 3,1 градус выше предыдущего рекорда для этого дня, державшегося с 1965 года.

### Август
В начале августа наблюдалась интенсивная волна тепла в Южной Америке, среди зимы в Чили и Аргентине температура воздуха на 10—20 °C превышала норму. В Чили 1 августа несколько метеостанций зафиксировали температуру более 35 °C. Во многих регионах Аргентины наблюдались температуры 30—35°, в Буэнос-Айресе был отмечен рекорд для 1 августа — 30,1 °, что на 5 градусов выше прежнего рекорда для этого дня. Во многих частях Бразилии воздух прогревался до 35—38 °.
1 августа 2023 года была зафиксирована рекордно высокая средняя температура поверхности мирового океана — 20,96 °C. Наибольшие аномалии наблюдались в Средиземном море (средняя температура составила 28,71 °C), а также у берегов Флориды, где температура местами превышала 38 °C. В то же время в целом за август была зафиксирована самая высокая за все месяцы среднемесячная температура поверхности моря в мире — +20,98 °C. Температура превышала предыдущий рекорд (март 2016 года) в течение каждого дня августа.
В середине августа над большей частью Европы сформировался тепловой купол с температурами, значительно превышающими климатическую норму. 11 августа воздух в Валенсии (Испания) прогрелся до 46,8 °C, рекордной температуры для этого города. В Турции 15 августа был зафиксирован абсолютный температурный рекорд для страны — воздух в иле Эскишехир прогрелся до 49,5 °C. 24 августа была зафиксирована рекордная температура в Милане (33 °C), в некоторых других городах Ломбардии температура в этот день превысила 40 °. Высокие температуры в Средиземноморье стали причиной лесных пожаров в Турции, Греции и Испании (на острове Тенерифе).
В Австралии зима 2023 года стала самой тёплой с начала наблюдений, средняя температура трёх месяцев (с июня по август) была на 1,53 °C выше климатической нормы.
Исследователи зафиксировали самый жаркий август за всю историю наблюдений — с большим отрывом — и второй самый жаркий месяц за всю историю наблюдений после июля 2023 года. Согласно ежемесячному климатическому бюллетеню C3S, август был примерно на 1,5° теплее, чем в среднем за доиндустриальный период 1850—1900 годов.
В августе 2023 года наблюдалась самая низкая за всё время наблюдений глобальная площадь морского льда для этого месяца: она оказалась примерно на 550 000 квадратных миль меньше предыдущего рекордно низкого уровня, зафиксированного в августе 2019 года. Протяженность морского льда в Антарктиде продолжала оставаться на рекордно низком уровне — четвёртый месяц подряд в Антарктике была наблюдаема самая низкая протяженность морского льда за всё время наблюдений. В течение шести из первых восьми месяцев 2023 года протяженность морского льда в Антарктике была рекордно низкой.
Прошедшие 8 месяцев 2023 года (с января по август) являются вторым самым тёплым подобным периодом за всю историю наблюдений после 2016 года, когда произошло мощное потепление в результате явления Эль-Ниньо.

### Сентябрь
В начале сентября над Западной Европой сформировался новый тепловой купол, который определял сухую погоду с температурами, на 5—10 °C превышающими климатическую норму. 9 сентября большинство метеостанций Англии и Уэльса, включая Лондон, зафиксировали температуры более 30 °C. Во второй половине сентября тепловой купол переместился а Восточную Европу.
Согласно информации американского Национального центра данных по снегу и льду, зимой 2023 года максимальная площадь морского льда в Антарктике была зафиксирована 10 сентября и составила 16,96 млн км²; это самый низкий показатель с начала спутниковых наблюдений в 1979 году, примерно на 1 млн км² меньше прежнего рекорда, установленного в 1986 году.
По данным системы Climate Reanalyzer, аномалия средней температуры поверхности Земли 11 сентября 2023 года впервые достигла 1 °C (16,65 ° при климатической средней температуре для этого дня 15,65 °). 16 сентября аномалия составила уже 1,11 °C. Наибольший вклад в эту аномалию пришёлся на Антарктиду, в отдельных её частях температура более чем на 20 °C превышала средние значения.
В Австралии в середине сентября волна тепла принесла рекордные температуры для этого времени года: в штате Новый Южный Уэльс температура воздуха в течение 5 дней превышала 30 °C. В сочетании с сильным ветром это привело к раннему началу сезона пожаров в буше.
В Японии установилась аномально жаркая погода с температурами, регулярно превышающими +33° +35°. В префектуре Сига, по сообщениям агентства Киодо, с тепловым ударом во время спортивного праздника были госпитализированы 30 школьников младших классов. Самая сильная жара +37,1° была отмечена 17 сентября в префектуре Ниигата.
Сентябрь 2023 года стал самым жарким сентябрём с начала наблюдений, а его аномалия (отклонение от средней температуры в период с 1991 по 2020 год) составила 0,93 °C, это наибольшая аномалия для любого месяца с начала наблюдений.

### Ноябрь
Ноябрь 2023 года стал самым жарким ноябрём за всю историю наблюдений, также как предыдущие месяцы, начиная с июня.
3 ноября более 300 метеостанций в Японии зафиксировали температурные рекорды. Волна тепла охватила почти треть страны, сделав 3 ноября 2023 года самым жарким днём в ноябре за всё время метеонаблюдений.
Самая высокая ноябрьская температура была зафиксирована в городах Тоттори (+28,1°), Тоёока (+27,4°), Итоигава (+28,1°), Суттсу (+22,5°). А в городе Хакода́те на юго-западной оконечности Хоккайдо температура повысилась до +22,7°, что на 9,7° выше предыдущего рекорда, отмеченного в 1872 году.
В Бразилии 19 ноября был уставлен новый рекорд максимальной температуры +44,8 °C, он был зафиксирован в городе Арасуаи.